# Aleksandar Vukic
Aleksandar Vukic (* 6. April 1996 in Sydney, New South Wales) ist ein australischer Tennisspieler.

## Karriere
Vukic spielte nicht auf der Junior Tour. Er entschied sich 2014 für ein Studium an der University of Illinois at Urbana-Champaign im Fach Business, wo er auch College Tennis spielte. In den ersten drei ersten Studienjahren hatte er dort eine Bilanz von 94:13 im Einzel.
Neben seinem Studium spielte er bereits Turniere der drittklassigen ITF Future Tour. Dort konnte er 2015 erstmals in Kanada ein Finale erreichen. Das Jahr beendete er mit Rang 717 der Weltrangliste erstmals innerhalb der Top 1000. Anfang 2016 bekam er eine Wildcard für die Qualifikation für das ATP-World-Tour-Turnier in Sydney. Dort überraschte er mit seinem ersten Sieg über einen Top-100-Spieler, als er Serhij Stachowskyj in drei Sätzen besiegte. In der Qualifikationsrunde verlor er schließlich gegen Maximilian Marterer. Im Sommer konnte er sich durch die Qualifikation mehrerer Challengers in ein Hauptfeld kämpfen, sodass er sein Ranking zum Jahresende hielt. 2017 steigerte er sich durch ein Finale und seinen ersten Titel auf der Future Tour in die Top 500.
Wie 2016 bekam der Australier auch 2018 eine Wildcard für die Qualifikation in Sydney. Diesmal gewann er beide Matches gegen Dušan Lajović und Ričardas Berankis und stand so erstmals in einem ATP-Hauptfeld. Dort unterlag er dann Feliciano López in drei Sätzen. Kurz darauf erreichte er mit Rang 441 seine bis dato beste Platzierung.
Nach seinem ersten Sieg beim Challenger-Turnier in Bengaluru in Indien im Februar 2022 erreichte er Platz 117 in der Weltrangliste.

## Erfolge
| Legende (Anzahl der Siege) |
| Grand Slam                 |
| ATP Finals                 |
| ATP Tour Masters 1000      |
| ATP Tour 500               |
| ATP Tour 250               |
| ATP Challenger Tour (2)    |

### Einzel

#### Turniersiege
| Nr. | Datum            | Turnier   | Belag     | Finalgegner      | Ergebnis        |
| --- | ---------------- | --------- | --------- | ---------------- | --------------- |
| 1.  | 20. Februar 2022 | Bangalore | Hartplatz | Dimitar Kusmanow | 6:4, 6:4        |
| 2.  | 14. Mai 2023     | Busan     | Hartplatz | Max Purcell      | 6:4, 1:0 aufgg. |

#### Finalteilnahmen
| Nr. | Datum         | Turnier | Belag     | Finalgegner  | Ergebnis       |
| --- | ------------- | ------- | --------- | ------------ | -------------- |
| 1.  | 30. Juli 2023 | Atlanta | Hartplatz | Taylor Fritz | 5:7, 7:65, 4:6 |

## Abschneiden bei Grand-Slam-Turnieren

### Einzel
| Turnier         | 2019 | 2020 | 2021 | 2022 | 2023 | 2024 | 2025 | Karriere |
| --------------- | ---- | ---- | ---- | ---- | ---- | ---- | ---- | -------- |
| Australian Open | Q1   | Q3   | 1    | 2    | 1    | 1    | 3    | 3        |
| French Open     | —    | 1    | Q3   | Q2   | Q2   | 1    | 1    | 1        |
| Wimbledon       | —    |      | Q1   | —    | 2    | 2    | 2    | 2        |
| US Open         | —    | —    | —    | Q1   | 1    | 1    |      | 1        |

Zeichenerklärung: S = Turniersieg; F, HF, VF, AF = Einzug ins Finale / Halbfinale / Viertelfinale / Achtelfinale; 1, 2, 3 = Ausscheiden in der 1. / 2. / 3. Hauptrunde; Q1, Q2, Q3 = Ausscheiden in der 1. / 2. / 3. Qualifikationsrunde; nicht ausgetragen